# Еуфотична зона
Еуфотичната зона (или фотичната зона; от гръцки: εὖ + φωτός – „добре осветен“) е най-горният слой вода в даден водоем (езеро или океан), който е изложен на интензивна слънчева светлина. Той съответства грубо на слоя над светлинната точка на компенсация, тоест дълбочината, при която скоростта на абсорбиране на въглероден диоксид (или еквивалентната скорост на произвеждане на кислород чрез фотосинтеза) е равна на скоростта на генериране на въглероден диоксид (или еквивалентната скорост на консумация на кислород) или с други думи дълбочината, при която нетната асимилация на въглероден диоксид е равна на нула.
Зоната се разпростира от повърхността до дълбочина, при която интензитетът на светлината е около 1% от този на повърхността. Дебелината на слоя като цяло зависи от големината на отслабването на светлината във водната колона. Еуфотичната дълбочина може да варира от няколко сантиметра в мътни езера до около 200 метра в открито море. Тя варира и в хода на сезонните изменения на мътността на водата.
Тъй като именно в еуфотичната зона се случва всичката фотосинтеза, дълбочината на зоната като цяло е пропорционална на нивата на първична продукция, възникваща в тази зона на океана. Около 90% от морските животни обитават еуфотичната зона. Малко количество първична продукция се образува и в абисалната зона около хидротермални комини, които се намират при средноокеански хребети. Еуфотичната зона се обитава от различни водорасли, висши растения, много групи безгръбначни, безчелюстни, риби, земноводни, влечуги и морски бозайници.
Зоната, до която достига светлина, но е недостатъчна за фотосинтеза, понякога се нарича дисфотична зона. Еуфотичната зона, заедно с дисфотичната зона, образува епипелагичната зона. Под еуфотичната зона се намира афотичната зона. Повечето води на световния океан принадлежат към тази зона.
Прозрачността на водата, която главно определя еуфотичната зона, се измерва чрез диск на Секи. Може да се измери и с фотометър, спуснат във водата.
В прозрачните води на Саргасово море дебелината на еуфотичната зона достига 150 – 200 m, в повечето умерени географски ширини – около 40 m, в мътните води на Северно море и Балтийско море дебелината ѝ е не повече от 20 – 30 m, а в крайбрежните зони е само няколко метра.